# Görisried
Görisried es un municipio en el distrito de Algovia Oriental en Baviera en Alemania.